# 白井義男
白井 義男（しらい よしお、1923年〈大正12年〉11月23日 - 2003年〈平成15年〉12月26日）は、日本の元プロボクサー。東京市（現東京都）荒川区出身。元世界フライ級王者で、日本人として初めての世界王者となった。現代とは違い、世界王座までの距離が比べ物にならないほど遠かった時代のチャンピオンとして高い評価を得ている。最優秀選手賞に5度選ばれた記録を持つ。

## 経歴
小学6年生時の夜祭りの余興で行ったカンガルーとのボクシングに負けて以後、ボクシングにのめり込んだという。プロデビューは戦時下の1943年。8戦全勝の成績を残すが招集されて海軍に従軍し、整備士として終戦を迎える。復員後、ボクシング界へ復帰したものの海軍時代に特攻機を整備した際の労災により腰痛となり、引退寸前の危機に追い込まれた。しかしそのころジムに出入りしていたGHQ職員の生物学者アルビン・R・カーンに見出され、彼の全面的な支援の元にその素質を開花させていく。
カーンの指導の下、栄養豊かな食事を与えられ健康管理を徹底し、長い手足と運動神経を活かした防御主体のよりテクニカルなスタイルに矯正したことで、1952年にダド・マリノ（アメリカ）との世界タイトルマッチに勝利し王座を獲得。以後4度の防衛を果たした。。

## 主な戦績
| 1954年11月26日 パスカル・ペレス戦 |  | 1954年11月26日 パスカル・ペレス戦 |  | 1954年11月26日 パスカル・ペレス戦 |
| 1954年11月26日 パスカル・ペレス戦 |  |                                   |  |                                   |

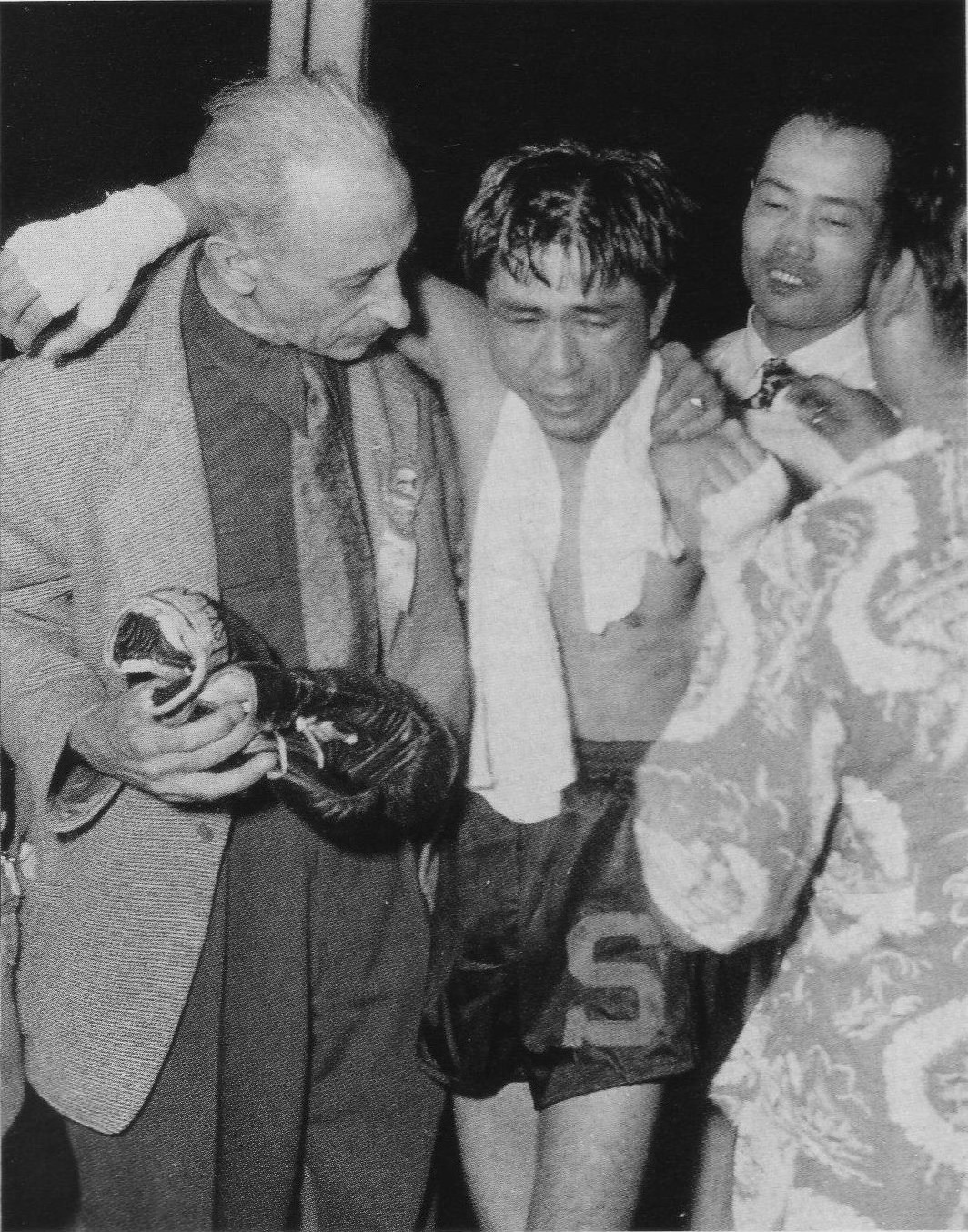
1952年5月19日、世界フライ級王座獲得（左はカーン）

1943年11月26日、プロデビュー。デビュー以来8戦全勝の成績を残す。
1944年、海軍に召集され、1945年に復員。
1946年8月、現役復帰戦となるノンタイトル6回戦に判定勝ち。
1948年7月30日、石森信之に2回KO勝ち。カーンと組んでから初試合・初勝利を果たした。
1949年1月28日、日本フライ級王座に挑戦。花田陽一郎に5回KO勝ちし王座獲得。以後3度防衛を果たした。
1949年12月15日、日本バンタム級王座に挑戦。堀口宏に10回判定勝ちし王座獲得。フライ級と合わせ2王座を同時保有。以後2度防衛を果たした。
1951年5月21日、ノンタイトル10回戦で現役世界王者ダド・マリノ（アメリカ合衆国）に判定負け。
1951年12月4日、ノンタイトル10回戦でダド・マリノに今度は7回TKO勝ち。
1952年5月19日、後楽園球場特設リングで世界フライ級王座に出場。ここまで1勝1敗の王者マリノに15回判定勝ちし王座獲得。以後4度防衛を果たした（この日は2010年、日本プロボクシング協会に「ボクシングの日」に制定された）。
1952年11月15日、世界王座初防衛戦でマリノとの4度目の対戦となったが、15回判定勝ちし決着をつける。
1953年10月27日、後楽園球場で元世界フライ級王者のテリー・アレン（イギリス）と対戦し、判定勝ちで3度目の防衛を果たした。
1954年11月26日、パスカル・ペレス（アルゼンチン）に15回判定負けし王座陥落（白井義男 対 パスカル・ペレス戦）。
1955年5月30日、世界王座再挑戦。ペレスとのリターンマッチに5回KOで敗れ、現役引退。なお、引退試合の中継は最高視聴率96.1%を記録した。この数字は、2024年4月現在のテレビ放送視聴率の中で最高である。

## エピソード
媒酌人は遠戚の浅沼稲次郎が務めた。

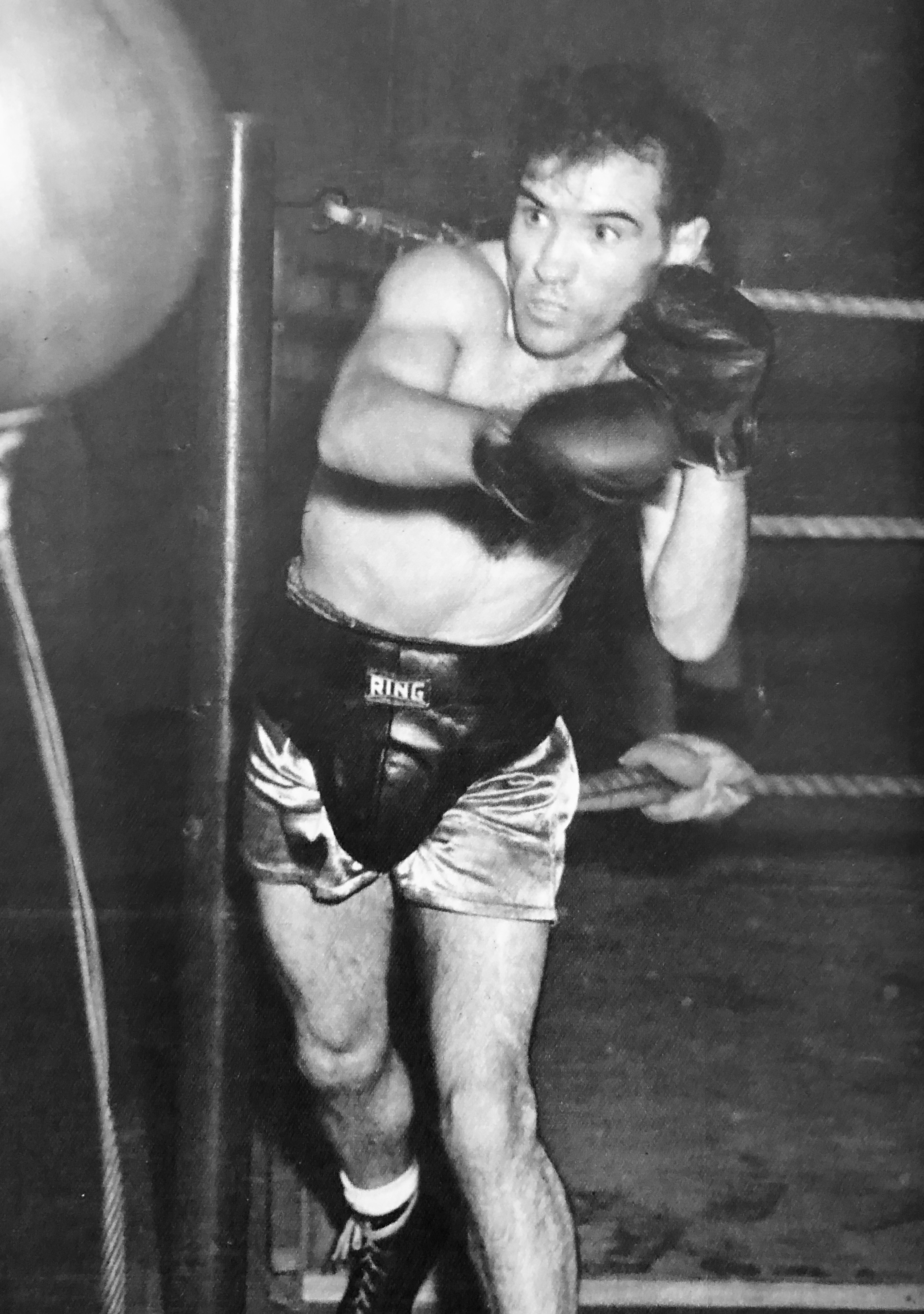
1955年

1954年（昭和29年）5月24日、丸井（百貨店）中野店2階家具売り場で、エスピノサ戦をテレビ観戦していた客の重さで床が崩落。26人が軽傷を負った。
白井とカーンとの関係は、選手とコーチの範囲を超えるまさに「家族」と言えるものであった。カーンの引退後も変わらず、白井の引退後も日本に永住した恩師・カーンとの交流は最後まで続いた。晩年のカーンは認知症を患っていたが、逝去するまで白井夫妻の厚い介護を受けていた。また、子供がいなかったカーンは、死後全ての財産を白井に譲ったという。
また、白井はカーンの「ボクシングビジネスに手を出してはいけない」という忠告を守った。1995年に具志堅用高とともに白井・具志堅スポーツジムを設立、同ジムの名誉会長に就任したものの、出資のみで経営は具志堅に任せていた（ただし、田中敏朗の要請を受け、暁ジム特別コーチを務めたことがある）。
2003年12月26日、肺炎のため死去。80歳没。
最終戦績は58戦48勝（20KO）8敗2分。世界戦戦績は7戦5勝2敗。
※戦前戦後のデータ不詳により、白井の戦績については、65戦53勝（22KO）8敗4分、58戦46勝（18KO）8敗4分など各説ある。

## 獲得タイトル
- 第2代日本フライ級王座（防衛3=返上）
- 第4代日本バンタム級王座（防衛2=返上）
- 世界フライ級王座（防衛4）
- リングマガジン世界フライ級王座

## 語録
- 「（指導者として）根本はいい選手をつくることが使命なんでしょうね。でも、それ以上に、教え子たちに"ボクシングをやってよかった"って思ってもらいたい。だから、繰り返し言うのは、打たれちゃいけないってこと。避けて打つ、打って避ける。こういうボクシングをしなきゃ、将来、後悔することにもなりかねない。顔の形もくずれるし、網膜剥離になってしまうこともある」
- 「やっぱり『健全なるスポーツ』であるボクシングをしなきゃいかんと、これはみんなに言い聞かせてるんです。殴られて殴るのは子どもでもできる。打たせないで打つところに、やっぱり妙技があるんでね」

（以上、「サライ」1999年8月5日号より抜粋）

## 所属ジムについて
白井義男は、日本の生んだ世界王者の中で唯一、正式にジムに所属せず欧米式のマネジメント制度のもとでチャンピオンになった人物である。
戦後所属していた王子拳道会（現・帝拳）から、カーン博士がマネジメント等諸権利を買い取ってからは、自宅兼プライベートジム（通称：シラカーンジム）で練習を行った。
日本式ジム制度に固執する協会からは猛反発を受けたものの、日本人初の世界チャンピオンで当時の英雄であった白井の前では最終的に妥協し、白井のみを日本式ジム制度の例外とし、以後は一切例外を認めないこととした。

よく世界王者一覧の表に載っている白井義男の所属ジムとなっている『シライ』とは、現在でも日本式ジム制度以外を認めない協会が、協会外で活動していた白井の所属をフリーと記述するわけにはいけない事情から、白井の自宅兼プライベートジムをシライジムとして記述したもので、実態を伴ったものではない。

## テレビドラマ出演
- 女たちの大坂城（1983年11月3日、読売テレビ） - 加藤清正 役

## 賞詞
- 勲四等旭日小綬章（1995年）[10]
- 従五位（歿後追贈）[11]